# Słońsk
Słońsk  (deutsch Sonnenburg) ist ein zum Powiat Sulęciński (Zielenziger Kreis) in der polnischen Woiwodschaft Lebus gehörendes Dorf (bis 1947 Stadt). Der Ort ist Sitz der gleichnamigen Landgemeinde mit 4774 Einwohnern (Stand 31. Dezember 2020).

## Geographische Lage
Die Ortschaft liegt in der Neumark in der Warthe-Niederung, südlich des Flusses am Lenzebach und etwa 15 Kilometer östlich von Kostrzyn nad Odrą (Küstrin).

## Geschichte

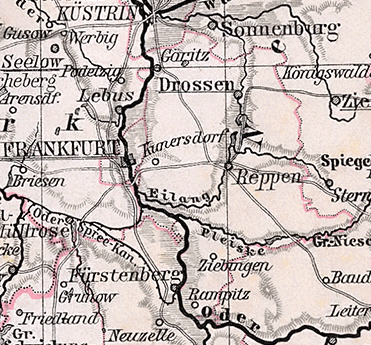
Sonnenburg östlich von Küstrin und nordöstlich von Frankfurt an der Oder auf einer Landkarte von 1905

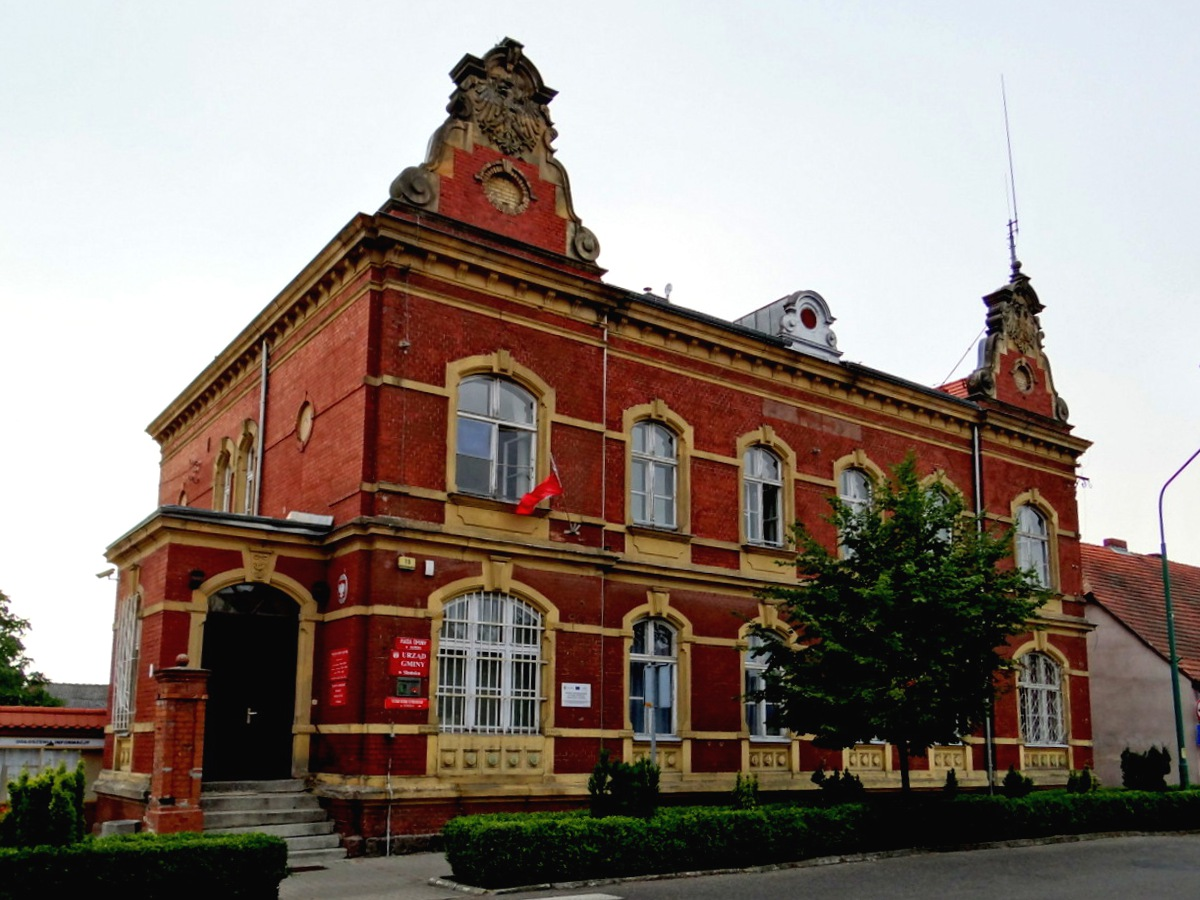
Rathaus Słońsk

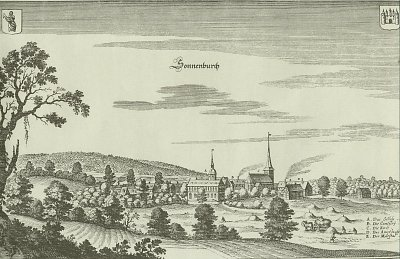
Sonnenburg, Stich v. Matthäus Merian d. Jüngeren

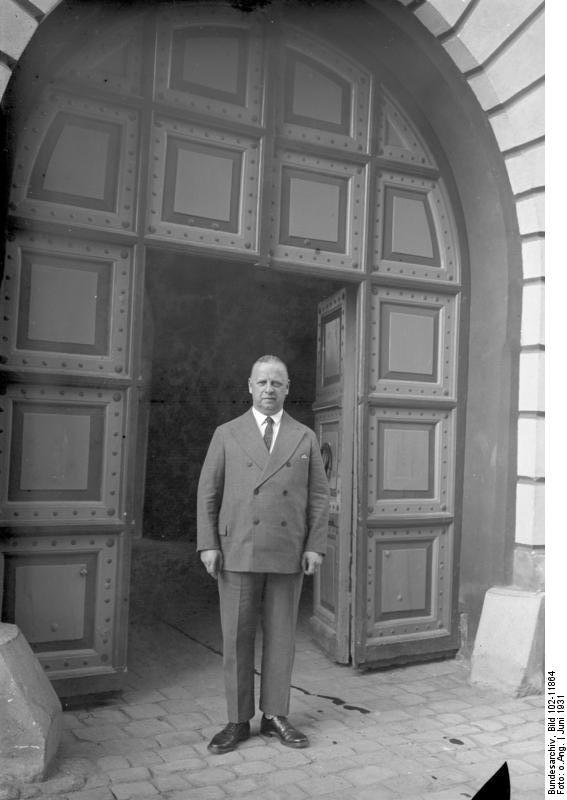
Pforte des Zuchthauses um 1931, das 1933/34 als Konzentrationslager diente

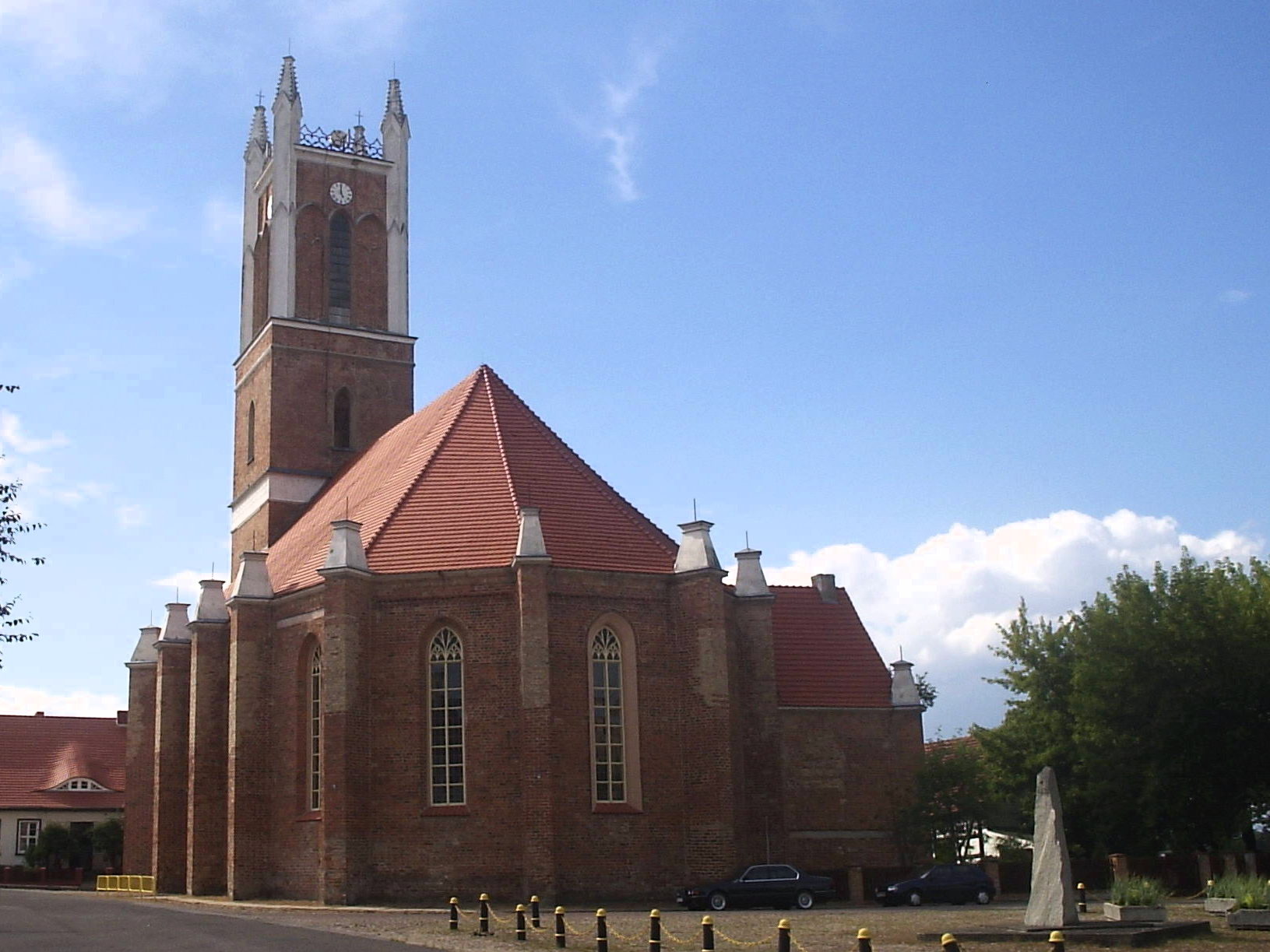
Pfarrkirche

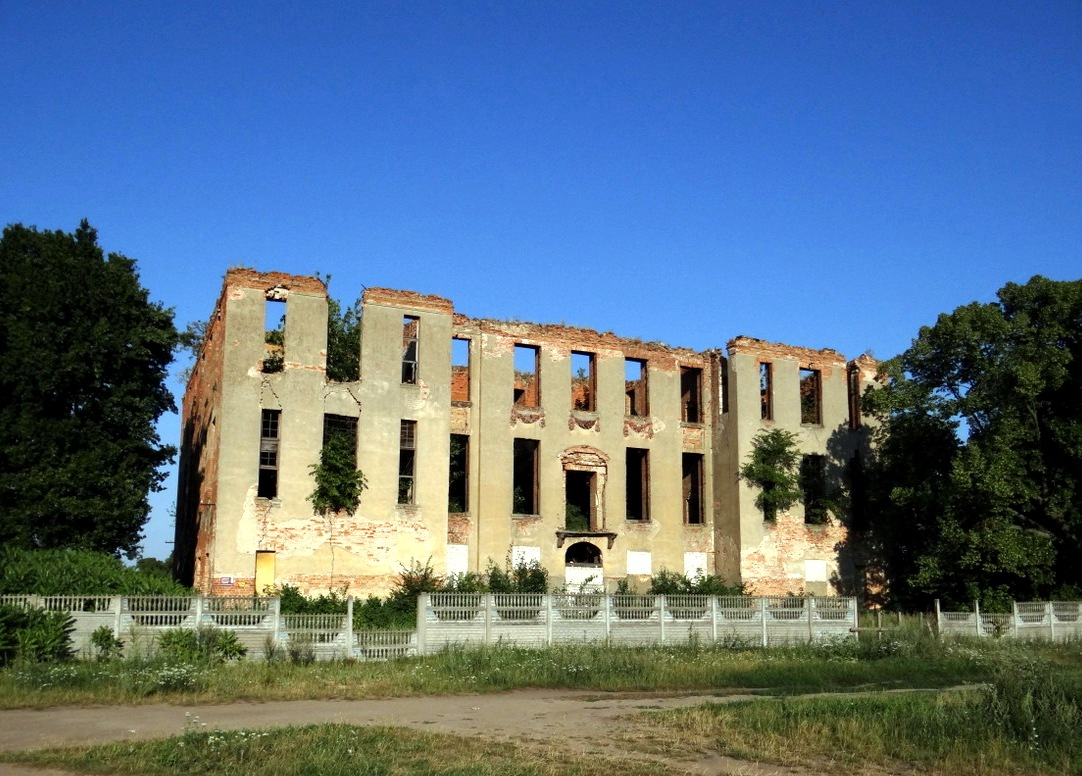
Schlossruine

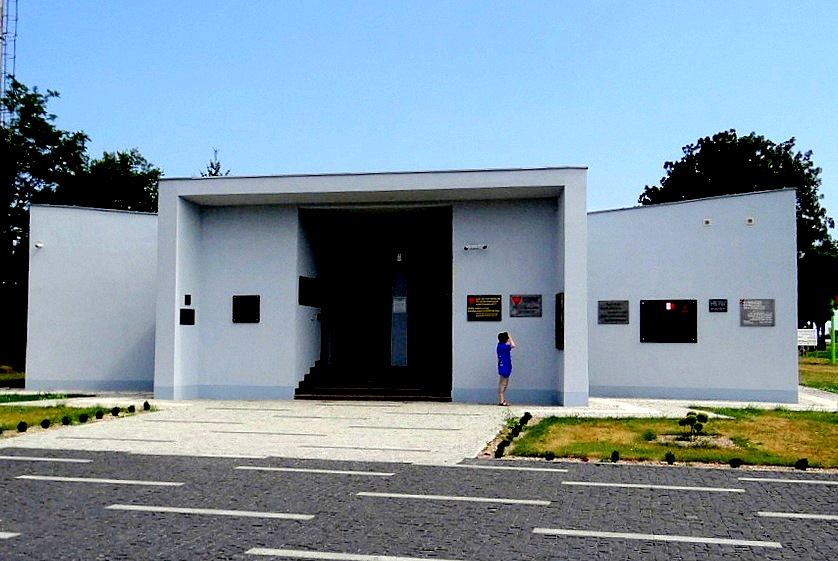
Museum des Martyriums

Sonnenburg wurde 1295 erstmals urkundlich erwähnt. Der Templerorden besaß in der Stadt eine Ordensniederlassung. 1312 wurden der Markgraf von Brandenburg und der Bischof von Lebus als gemeinsame Besitzer genannt. Henning und Arnold von Uchtenhagen, die Sonnenburg als Lehen erhalten hatten, errichteten 1341 das erste Sonnenburger Schloss. Vom 15. Jahrhundert an ist die Geschichte Sonnenburgs eng mit dem Johanniterorden verbunden, der Siedlung und Schloss 1426 für 900 Schock böhmischer Groschen von Markgraf Friedrich I. von Brandenburg erworben hatte. Das Schloss wurde Sitz des Herrenmeisters der Ballei Brandenburg, die innerhalb des Johanniterordens relativ selbständig war. Der Orden tat viel für den Ausbau von Sonnenburg. 1474 bis 1522 erbauten die Johanniter eine neue Kirche und 1545 bis 1564 ein neues Schloss.
1538 trat Kurfürst Joachim II. zur lutherischen Lehre über. Die Ballei Brandenburg folgte ihm darin und behielt einen Großteil ihrer Besitzungen. Im Dreißigjährigen Krieg wurden das Ordensschloss und der Ort schwer zerstört. In den Jahren 1662 bis 1667 ließ Johann Moritz von Nassau-Siegen, seit 1652 Herrenmeister des Ordens, ein neues Residenzschloss errichten. Baumeister war der Holländer Cornelis Ryckwaert.
Bis zur Säkularisation 1811 blieb Sonnenburg unter der Herrschaft des Ordens. Ab 1814 fand unter Anleitung von Karl Friedrich Schinkel die Neugestaltung der Johanniterkirche Sonnenburg statt. Nach 1815 lag der Ort im Landkreis Sternberg und nach der Kreisteilung 1873 im Landkreis Oststernberg. Das Schloss wurde nach der Wiedererrichtung des protestantischen Johanniterordens Sitz des Herrenmeisters und blieb bis 1945 im Besitz des Ordens.
Ab 1849 war das königliche Kreisgericht Zielenzig das zuständige Eingangsgericht. In Sonnenburg war eine Zweigstelle (Gerichtsdeputation) eingerichtet. Ab 1879 diente das Amtsgericht Sonnenburg als Eingangsgericht.
Im Jahr 1933 wurde das Zuchthaus zum Konzentrationslager Sonnenburg umfunktioniert. In dem bereits 1934 wieder geschlossenen und erneut zum Zuchthaus transformierten Konzentrationslager war neben vielen anderen Carl von Ossietzky inhaftiert. Das Zuchthaus Sonnenburg wurde am 31. Januar 1945 Schauplatz eines deutschen Endphaseverbrechens, dem mehr als 810 Häftlinge zum Opfer fielen.
Nach dem Zweiten Weltkrieg wurde die Stadt unter polnische Verwaltung gestellt, und es begann die Zuwanderung von Polen. Sonnenburg wurde in Słońsk umbenannt, die deutsche Bevölkerung vertrieben. 1947 wurde dem Ort das Stadtrecht entzogen. Viele Gebäude, darunter das Johanniter-Krankenhaus, wurden abgetragen, um Baumaterial für den Wiederaufbau Warschaus zu gewinnen. Das Schloss fiel 1975 einer vorsätzlichen Brandstiftung zum Opfer und ist seitdem Ruine.

## Bauwerke
- Rathaus, erbaut um 1900 im historistischen Stil als Postamt
- Pfarrkirche Unserer Lieben Frau von Częstochowa in Słońsk (vorm. Johanniterkirche Sonnenburg),[3] erbaut von 1475 bis 1508 im spätgotischen Stil, umgebaut in den Jahren 1652–1667. Der Turm wurde 1818 nach einem Entwurf von Karl Friedrich Schinkel hinzugefügt, der an die Türme gotischer Kirchen in Südengland erinnert; bis 1945 evangelisch, seitdem katholisch
- Ordensschloss Sonnenburg, erbaut von 1662 bis 1667 im barocken Stil, 1975 abgebrannt, seitdem Ruine[4]
- Museum des Martyriums für die Opfer des Faschismus

### Demographie
| Jahr | Einwohner | Anmerkungen |
| ---- | --------- | --- |
| 1719 | –         | 670 männliche Einwohner, in 166 Häusern |
| 1750 | 0982      | in 175 Häusern, davon 59 mit Ziegel- und 116 mit Strohdach                                                                                    |
| 1800 | 1639      | in 252 Häusern, davon 172 mit Ziegel- und 80 teils mit Stroh- und teils mit Schindeldach                                                      |
| 1801 | 1726      | in 252 Häusern |
| 1802 | 1696      | [ 7 ] |
| 1810 | 1782      | [ 7 ] |
| 1816 | 1932      | davon 1895 Evangelische, 13 Katholiken und 24 Juden                                                                                           |
| 1821 | 2097      | in 258 Häusern |
| 1840 | 2963      | in 267 Häusern |
| 1855 | 3684      | in 325 Häusern, meist Evangelische, darunter 29 Katholiken, die eine Kirche zu Drossen besuchen, und 75 Juden, die eine eigene Synagoge haben |
| 1858 | 3870      | [ 6 ] |
| 1864 | 4024      | in 347 Häusern |
| 1867 | 4344      | am 3. Dezember |
| 1871 | 4424      | am 1. Dezember, in 367 Häusern, davon 4312 Evangelische, 21 Katholiken, 17 sonstige Christen und 74 Juden                                     |
| 1875 | 5573      | [ 11 ] |
| 1880 | 6298      | [ 11 ] |
| 1885 | 6226      | am 1. Dezember |
| 1890 | 5906      | am 1. Dezember |
| 1905 | 4427      | meist Evangelische, davon 40 Katholiken und zehn Juden                                                                                        |
| 1910 | 4258      | am 1. Dezember |
| 1925 | 4170      | [ 11 ] |
| 1933 | 3392      | [ 11 ] |
| 1939 | 3647      | [ 11 ] |

## Gemeinde
Zur Landgemeinde (gmina wiejska) Słońsk gehören das Dorf selbst und weitere Dörfer mit Schulzenämtern. Ein Drittel des Gemeindegebietes gehört zum Nationalpark Warthemündung, einem der größten Vogelschutzgebiete Europas.

### Städtepartnerschaft
Amt Schlaubetal (Brandenburg)

## Persönlichkeiten
In Sonnenburg geboren
- Andreas Knopke (um 1468 – 1539), Theologe und Reformator Rigas
- Christian Friedrich Schwartz (1726–1798), Missionar in Indien
- Paul Koslik (1886–nach 1944), Kapitän zur See der Kriegsmarine
- Horst Jablonowski (1914–1970), Historiker
- Hans Eberhard Buchholz (1933–2007), 1967–1997 Direktor des Instituts für landwirtschaftliche Marktforschung an der Bundesforschungsanstalt für Landwirtschaft.

Persönlichkeiten, die im Ort wirkten
- Wilhelm Speck (1861–1925), Schriftsteller, Dichter, evangelischer Pastor und Pädagoge sowie Gefängnisseelsorger in Sonnenburg.